# Paulina Bryś
Paulina Bryś, z d. Gomułka (ur. 9 marca 1984) – polska siatkarka grająca na pozycji atakującej.

## Kariera sportowa
Jest wychowanką Popradu Stary Sącz. Od 1999 była uczennicą Szkoły Mistrzostwa Sportowego w Sosnowcu. W 2001 zdobyła brązowy medal mistrzostw świata kadetek, w 2002 została mistrzynią Europy juniorek, w 2003 zdobyła brązowy medal mistrzostw świata juniorek. W 2003 została zawodniczką Gwardii Wrocław. W sezonie 2007/2008 reprezentowała barwy IDM Swarzędz Meble AZS AWF Poznań. W 2008 została zawodniczką niemieckiej drużyny VfB 91 Suhl, od 2010 występowała w zespole VT Aurubis Hamburg, od 2013 w drużynie Vfl Oythe.
Jej mężem jest od 2012 były siatkarz Gwardii Wrocław i klubów niemieckich - Jakub Bryś.

## Sukcesy
Mistrzostwa Świata Kadetek:
- 2001

Mistrzostwa Europy Juniorek:
- 2002

Mistrzostwa Świata Juniorek:
- 2003